# Liste der Landesstraßen in Rheinland-Pfalz ab der L 401
Diese Liste der Landesstraßen in Rheinland-Pfalz ab der L 401 ist eine Auflistung der Landesstraßen mit den führenden Ziffern 4, 5, 6 und 7 im deutschen Land Rheinland-Pfalz.
Als Abkürzung für diese Landesstraßen dient der Buchstabe L. Die Zahl hinter dem L ist bei diesen Landesstraßen stets dreistellig.
Diese Seite enthält die Landesstraßen ab der L 401. Die weiteren Landesstraßen stehen auf den folgenden Seiten:
- Liste der Landesstraßen in Rheinland-Pfalz ab der L 1
- Liste der Landesstraßen in Rheinland-Pfalz ab der L 201

Die Bundesautobahnen und Bundesstraßen werden gestalterisch hervorgehoben.

## Liste
Der Straßenverlauf wird in der Regel von Nord nach Süd und von West nach Ost angegeben.

### L 401 ff
| Nr.   | Verlauf |
| ----- | --- |
| L 401 | – Klein-Winternheim – L 427 – Nieder-Olm – L 413 – L 432 – – L 429 – L 430 – – Alzey – – L 446 – L 386 – Kirchheimbolanden – L 398 – Bolanderhof – Dreisen – Standenbühl – L 394 – Börrstadt – Langmeil – L 392 – – Lohnsfeld – L 390 – Wartenberg-Rohrbach – Sembach – L 393 – L 382 – Mehlingen – Fröhnerhof – L 395 in Eselsfürth. Teil der Kaiserstraße                                     |
| L 402 | L 400 in Würzweiler – L 386 |
| L 403 | in Alsenz – Kalkofen – Winterborn – L 400 in Niederhausen an der Appel |
| L 404 | L 409 – Wendelsheim – Mörsfeld – Kriegsfeld – L 399 – L 385 – L 386 |
| L 405 | L 399 in Kriegsfeld – Nieder-Wiesen – Bechenheim – L 407 – L 406 in Offenheim |
| L 406 | L 399 in Oberwiesen – L 407 – Offenheim – L 405 – Weinheim – Alzey – L 409 – – Gau-Köngernheim – L 414 in Gau-Odernheim |
| L 407 | in Wallertheim – Schimsheim – Armsheim – L 408 – Flonheim – Uffhofen – L 409 – Nack – Bechenheim – L 405 – L 406 |
| L 408 | L 407 – Bornheim (Rheinhessen) – – L 414 in Biebelnheim |
| L 409 | in Frei-Laubersheim – Neu-Bamberg – Wonsheim – L 400 – – Alzey – L 406 – – Dautenheim – Hochborn – Monzernheim – L 425 – Bechtheim – L 439 – |
| L 410 | in Fürfeld – L 400 |
| L 411 | – L 412 in Hackenheim |
| L 412 | in Bad Kreuznach – Hackenheim – L 411 – – Volxheim – in Wöllstein |
| L 413 | in Bosenheim – Pfaffen-Schwabenheim – Sprendlingen – L 415 – Sankt Johann (Rheinhessen) – Wolfsheim – L 414 – Partenheim – L 429 – Jugenheim in Rheinhessen – L 428 – Stadecken – Nieder-Olm – L 401 – Ebersheim – L 425 – Gau-Bischofsheim – Bodenheim – L 431 – |
| L 414 | L 417 in Bingen am Rhein – Dromersheim – Aspisheim – L 416 – Ober-Hilbersheim – L 415 – L 413 – Wörrstadt – Spiesheim – Biebelnheim – L 430 – L 408 – L 436 – Gau-Odernheim – L 406 – L 438 – L 425 in Dittelsheim-Heßloch |
| L 415 | – Appenheim – Nieder-Hilbersheim – Ober-Hilbersheim – L 414 – Sprendlingen – L 413 – – |
| L 416 | – Horrweiler – L 414 in Aspisheim |
| L 417 | in Bingerbrück – Bingen am Rhein – L 419 – L 417 – |
| L 419 | L 417 in Bingen am Rhein – / – Ingelheim am Rhein – L 420 – L 428 – L 422 – Wackernheim – Finthen – L 426 – – L 427 – Mainz – L 422 – |
| L 420 | Ingelheim am Rhein – – L 419 |
| L 422 | L 419 in Ingelheim am Rhein – Heidesheim am Rhein – – L 423 – Mainz – L 424 – L 419 |
| L 423 | L 422 – Budenheim – in Mainz |
| L 424 | L 419 in Finthen – Mainz – L 422 – |
| L 425 | in Mainz – – L 413 – Harxheim – L 433 – Selzen – Köngernheim – Friesenheim (Rheinhessen) – Weinolsheim – L 437 – Dolgesheim – Hillesheim (Rheinhessen) – L 438 – Dittelsheim-Heßloch – L 414 – L 409 – Westhofen – L 386 – L 442 – Abenheim – (Westast) – Mörstadt bzw. (Ostast) L 439 – |
| L 426 | L 428 in Elsheim – Essenheim – L 427 – Lerchenberg – |
| L 427 | L 419 – Drais – Lerchenberg – L 426 – Ober-Olm – L 401 in Klein-Winternheim |
| L 428 | L 419 in Ingelheim am Rhein – Großwinternheim – Schwabenheim an der Selz – Elsheim – L 426 – L 413 |
| L 429 | L 413 in Partenheim – Saulheim – L 401 |
| L 430 | L 401 – Udenheim – Schornsheim – Gabsheim – L 414 in Biebelnheim |
| L 431 | in Mainz – Hechtsheim – Bodenheim – L 413 – Nackenheim – |
| L 432 | L 401 – Nieder-Olm – Sörgenloch – Wahlheimerhof – Hahnheim – in Köngernheim |
| L 433 | L 425 – Mommenheim (Rheinhessen) – Schwabsburg – in Dexheim |
| L 435 | – Rhein () – (L 3094 in Hessen) |
| L 436 | in Undenheim – Bechtolsheim – L 414 |
| L 437 | L 425 in Weinolsheim – Uelversheim – Guntersblum – – L 440 in Eich (Rheinhessen) |
| L 438 | L 414 – Hillesheim – L 425 – Dorn-Dürkheim – Alsheim – L 439 – |
| L 439 | – Guntersblum – L 438 – Alsheim – Mettenheim (Rheinhessen) – L 409 – Osthofen – L 386 – L 425 – Herrnsheim – in Worms |
| L 440 | – Eich (Rheinhessen) – L 437 – Rhein () – (L 3112 in Hessen) |
| L 442 | L 386 in Westhofen – Gundheim – L 443 |
| L 443 | – L 442 – in Pfeddersheim |
| L 445 | – Kettenheim – Wahlheim – Freimersheim (Rheinhessen) – Ilbesheim – L 446 – L 386 |
| L 446 | L 401 – L 445 in Ilbesheim |
| L 447 | L 386 in Rittersheim – Gauersheim – Albisheim (Pfrimm) – Immesheim – L 448 in Ottersheim |
| L 448 | in Harxheim (Zellertal) – Bubenheim (Pfalz) – Ottersheim – L 447 – Biedesheim – L 450 – Lautersheim – Rodenbach – L 395 in Ebertsheim |
| L 449 | – Marnheim – Elbisheimerhof – Göllheim – L 396 – L 450 – L 452 – |
| L 450 | L 449 in Göllheim – Biedesheim – L 448 – Kindenheim – |
| L 452 | L 449 – Kerzenheim – L 395 in Ebertsheim |
| L 453 | – Tiefenthal (Pfalz) – Neuleiningen – L 517 – Sausenheim – Grünstadt – L 516 – – Obersülzen – L 454 – Dirmstein – L 455 – Heuchelheim bei Frankenthal – L 456 – Heßheim – L 520 – L 523 in Frankenthal (Pfalz) |
| L 454 | L 453 in Obersülzen – Laumersheim – L 455 – L 520 – Weisenheim am Sand – L 522 – Birkenheide – L 527 – – Fußgönheim – L 525 – Schauernheim – – L 530 – Dannstadt – L 532 – – Speyer – L 534 – L 528 – |
| L 455 | – L 395 – Dirmstein – L 453 – Laumersheim – L 454 – Großkarlbach – L 520 – L 522 – Freinsheim – in Ungstein |
| L 456 | L 395 – Weinsheim – Kleinniedesheim – L 457 – Großniedesheim – L 453 in Heuchelheim bei Frankenthal |
| L 457 | L 456 in Kleinniedesheim – L 523 |
| L 462 | (L 120 im Saarland) – Landesgrenze – L 465 in Käshofen |
| L 463 | (L 223 im Saarland) – Landesgrenze – Bechhofen (Pfalz) – L 465 in Rosenkopf |
| L 464 | L 395 in Bruchmühlbach-Miesau – L 465 |
| L 465 | L 470 – L 466 – Martinshöhe – L 464 – Rosenkopf – L 463 – L 467 – L 468 – Käshofen – L 462 – Mörsbach – Zweibrücken – L 469 – L 471 – L 480 – – Mittelbach – Landesgrenze – (L 101 im Saarland) |
| L 466 | L 395 in Bruchmühlbach-Miesau – Martinshöhe – L 465 – L 467 – L 469 – Schmitshausen – L 476 – L 477 in Rieschweiler-Mühlbach |
| L 467 | L 465 – Wiesbach (Pfalz) – Krähenberg – L 466 |
| L 468 | L 465 – Großbundenbach – L 469 |
| L 469 | (L 110 im Saarland) – Landesgrenze – Zweibrücken – L 480 – L 465 – Oberauerbach – L 468 – Niederhausen – Winterbach (Pfalz) – L 466 – Wallhalben – L 473 – Mittelbrunn – L 363 in Landstuhl |
| L 470 | L 395 – L 465 – – L 363 in Landstuhl |
| L 471 | in Zweibrücken – L 465 – L 480 – L 469 – Contwig – Stambach – Falkenbusch – L 477 – Nünschweiler – Höheischweiler – |
| L 472 | L 473 – Weselberg – Queidersbach – L 363 – |
| L 473 | L 469 in Wallhalben – L 475 – Saalstadt – Harsberg – – L 472 – Hermersberg – L 474 – Steinalben – L 363 – |
| L 474 | L 473 in Hermersberg – Höheinöd – Thaleischweiler-Fröschen – L 477 – Höhfröschen – Petersberg (Pfalz) – |
| L 475 | L 473 in Wallhalben – L 477 |
| L 476 | L 466 – Maßweiler – L 477 |
| L 477 | L 478 – Kleinsteinhausen – Walshausen – – L 471 – Falkenbusch – Dellfeld – Rieschweiler-Mühlbach – L 466 – L 476 – L 475 – Thaleischweiler-Fröschen – L 474 – – |
| L 478 | (L 201 im Saarland) – Landesgrenze – Hornbach – – L 700 – Mauschbach – L 480 – Großsteinhausen – L 477 – Bottenbach – L 482 – L 483 – Vinningen – L 484 – Trulben – Eppenbrunn – L 485 – L 487 – Fischbach bei Dahn – L 488 – Rumbach – Bundenthal – L 489 – Niederschlettenbach – L 490 – Bobenthal – L 492 – Sankt Germanshof – Bundesgrenze – (D 334 im Departement Niederrhein, Frankreich) |
| L 479 | in Hornbach – Landesgrenze – (L 104 im Saarland) |
| L 480 | L 469 in Zweibrücken – L 465 – L 471 – – L 700 – L 478 |
| L 482 | L 478 – Winzeln – L 600 – Pirmasens – L 484 – L 486 – – Rodalben – L 497 – L 498 |
| L 483 | (D 86 im Departement Niederrhein, Frankreich) – Bundesgrenze – Kröppen – L 478 |
| L 484 | – Pirmasens – L 486 – L 482 – Niedersimten – Obersimten – L 478 |
| L 485 | L 478 – Langmühle – L 486 |
| L 486 | L 482 in Pirmasens – L 484 – Ruhbank – Lemberg (Pfalz) – L 485 – Salzwoog – L 487 – |
| L 487 | – Salzwoog – L 486 – L 478 |
| L 488 | L 478 – Schönau (Pfalz) – Hirschthal (Pfalz) – Bundesgrenze – (D 925 im Departement Niederrhein, Frankreich) |
| L 489 | in Reichenbach – Bruchweiler-Bärenbach – L 478 in Bundenthal |
| L 490 | L 478 in Niederschlettenbach – Erlenbach bei Dahn – /L 493 – Vorderweidenthal – Darstein – Schwanheim (Pfalz) – L 495 – – Rinnthal – Sarnstall – Annweiler am Trifels – Queichhambach – |
| L 492 | L 478 – Böllenborn – |
| L 493 | – Vorderweidenthal – L 490 – Silz (Pfalz) – L 494 – Münchweiler am Klingbach – Klingenmünster – Heuchelheim-Klingen – L 510 – Appenhofen – Billigheim-Ingenheim – L 554 – Rohrbach (Pfalz) – – L 543 – Herxheim bei Landau/Pfalz – L 542 – Herxheimweyher – Rülzheim – L 540 – L 553 – L 552 in Hördt                                                                                           |
| L 494 | – Völkersweiler – L 495 – Gossersweiler-Stein – L 493 in Silz (Pfalz) |
| L 495 | in Hauenstein (Pfalz) – Lug (Pfalz) – L 490 – L 494 in Völkersweiler |
| L 496 | – Münchweiler an der Rodalb – L 497 – Merzalben – L 498 – Leimen (Pfalz) – |
| L 497 | – Rodalben – L 482 – L 496 |
| L 498 | L 499 in Waldfischbach-Burgalben – Donsieders – L 482 – Clausen – L 496 in Merzalben |
| L 499 | in Waldfischbach-Burgalben – L 498 – L 501 – Heltersberg – L 500 – – Schwarzbach – Speyerbrunn – L 504 – Elmstein – Helmbach – L 514 – Erfenstein – in Frankeneck |
| L 500 | – L 499 |

### L 501 ff
| Nr.   | Verlauf |
| ----- | --- |
| L 501 | – L 499 in Waldfischbach-Burgalben |
| L 502 | in Kaiserslautern – Espensteig – |
| L 503 | in Kaiserslautern – |
| L 504 | L 395 in Kaiserslautern – Waldleiningen – (Der Abschnitt innerhalb des Landkreises Dad Dürkheim wurde 2022 zur K 42 herabgestuft beziehungsweise der K 38 zugeschlagen) |
| L 505 | Landauer Forsthaus Taubensuhl – Eußerthal – L 506 – (Der Abschnitt von der bis Taubensuhl wurde als Straße entwidmet.) |
| L 506 | L 505 – Dernbach (Pfalz) – Ramberg (Pfalz) – Weyher in der Pfalz – Rhodt unter Rietburg – L 512 – L 516 in Edesheim |
| L 507 | L 508 – Albersweiler – Frankweiler – L 508 – Gleisweiler – L 513 – Burrweiler – L 519 – Hainfeld (Pfalz) – L 512 – Edesheim – L 516 – Kleinfischlingen – L 540 – L 530 – Freisbach – Weingarten (Pfalz) – Westheim (Pfalz) – L 538 – Lingenfeld – Römerberg (Pfalz) – in Speyer |
| L 508 | L 507 in Frankweiler – Siebeldingen – L 507 – Birkweiler – Ranschbach – Leinsweiler – Eschbach (Pfalz) – L 509 – – Pleisweiler-Oberhofen – Bad Bergzabern – |
| L 509 | L 508 in Eschbach – Ilbesheim bei Landau in der Pfalz – Wollmesheim – L 510 – Landau in der Pfalz – Offenbach an der Queich – L 542 – Ottersheim bei Landau – Knittelsheim – Bellheim – L 540 – L 538 –                                                                         |
| L 510 | Arzheim – Wollmesheim – L 509 – Mörzheim – Heuchelheim-Klingen – L 493 – |
| L 511 | L 508 in Siebeldingen – Godramstein – |
| L 512 | in Neustadt an der Weinstraße – Maikammer – L 515 – Edenkoben – L 514 – Rhodt unter Rietburg – L 506 – Hainfeld – L 507 – Flemlingen – Böchingen – L 513 – Nußdorf – in Landau in der Pfalz                                                                                     |
| L 513 | L 507 in Gleisweiler – Böchingen – L 512 – Walsheim – L 516 – Knöringen – L 542 in Essingen (Pfalz) |
| L 514 | L 499 – L 515 – Sankt Martin (Pfalz) – L 512 in Edenkoben |
| L 515 | L 514 – Maikammer – L 512 – Kirrweiler (Pfalz) – L 542 – L 540 |
| L 516 | in Bad Dürkheim – Wachenheim an der Weinstraße – L 525 – Forst an der Weinstraße – L 527 – Deidesheim – Mußbach – L 519 – L 532 – – Maikammer – L 515 – Edenkoben – Edesheim – L 506 – L 507 – L 513 –                                                                          |
| L 517 | L 453 – Kleinkarlbach – L 520 – Bobenheim am Berg – Weisenheim am Berg – L 522 – Leistadt – L 518 – in Bad Dürkheim |
| L 518 | L 520 in Altleiningen – Höningen – (Der weitere Verlauf zur L 517 in Leistadt wurde 2011 zur K 31 herabgestuft.) |
| L 519 | L 516 in Mußbach – Meckenheim (Pfalz) – L 528 – L 530 |
| L 520 | – Wattenheim – Hertlingshausen – Altleiningen – L 518 – Neuleiningen – Kleinkarlbach – L 517 – Kirchheim an der Weinstraße – Bissersheim – Großkarlbach – L 455 – L 454 – Gerolsheim – L 453 in Heßheim                                                                         |
| L 522 | L 517 – Herxheim am Berg – Freinsheim – L 455 – L 526 – Lambsheim – Frankenthal (Pfalz) – L 524 – |
| L 523 | in Worms – Bobenheim-Roxheim – L 457 – – Frankenthal (Pfalz) – L 453 – – Ludwigshafen am Rhein – |
| L 524 | L 522 in Frankenthal (Pfalz) – Flomersheim – Eppstein – L 527 – – Ruchheim – L 525 – – Mutterstadt – L 530 – L 533 – L 532 |
| L 525 | L 516 in Wachenheim an der Weinstraße – Friedelsheim – L 527 – Gönnheim – Ellerstadt – L 526 – Fußgönheim – L 454 – L 524 in Ruchheim |
| L 526 | L 522 in Freinsheim – Erpolzheim – L 527 – L 525 in Ellerstadt |
| L 527 | L 516 – – Niederkirchen bei Deidesheim – L 528 – Friedelsheim – L 525 – – L 526 – Birkenheide – L 454 – Maxdorf – L 524 – in Oggersheim |
| L 528 | L 527 in Niederkirchen bei Deidesheim – Meckenheim (Pfalz) – L 519 – L 530 – Böhl-Iggelheim – L 532 – Speyer – – L 534 – L 454 |
| L 529 | L 530 in Haßloch – L 532 – |
| L 530 | L 507 – Gommersheim – L 538 – Geinsheim – Haßloch – L 532 – L 529 – – Meckenheim (Pfalz) – L 519 – L 528 – Hochdorf-Assenheim – Dannstadt-Schauernheim – L 454 – Mutterstadt – L 533 –                                                                                          |
| L 532 | L 516 in Mußbach – L 519 – Haßloch – L 530 – L 529 – Iggelheim – L 528 – L 454 – – L 524 – |
| L 533 | L 530 in Mutterstadt – L 524 – – L 534 in Waldsee (Pfalz) |
| L 534 | – Neuhofen (Pfalz) – Waldsee (Pfalz) – L 533 – L 535 – Speyer – L 454 – L 528 |
| L 535 | L 534 – Otterstadt – Landesgrenze – (L 630 in Baden-Württemberg) |
| L 537 | – Schwegenheim – Harthausen – in Dudenhofen |
| L 538 | L 530 in Gommersheim – Schwegenheim – Westheim (Pfalz) – L 507 – Bellheim – L 539 – L 509 |
| L 539 | L 538 in Bellheim – Germersheim – L 552 – L 550 |
| L 540 | in Lachen-Speyerdorf – L 515 – Altdorf (Pfalz) – Freimersheim (Pfalz) – L 507 – Hochstadt (Pfalz) – Zeiskam – Bellheim – L 509 – Rülzheim – L 493 – L 553 – L 549 – Rheinzabern – Jockgrim – Wörth am Rhein – Hagenbach – L 556 – Berg (Pfalz) – L 554 in Neulauterburg         |
| L 542 | L 515 in Kirrweiler (Pfalz) – Venningen – Großfischlingen – L 507 – Essingen (Pfalz) – L 513 – – Offenbach an der Queich – L 509 – Herxheim bei Landau/Pfalz – L 493 – Hayna – Erlenbach bei Kandel – – L 554 – Minderslachen – L 548 – in Kandel                               |
| L 543 | – Insheim – – L 493 |
| L 544 | – Billigheim-Ingenheim – L 493 – Barbelroth – Niederotterbach – L 546 in Steinfeld (Pfalz) |
| L 545 | in Bad Bergzabern – Steinfeld (Pfalz) – L 546 – Scheibenhardt – L 554 in Neulauterburg |
| L 546 | in Schweigen-Rechtenbach – L 547 – Schweighofen – Kapsweyer – Steinfeld (Pfalz) – L 545 – L 544 – Schaidt – Freckenfeld – in Minfeld |
| L 547 | L 546 – Bundesgrenze – (D 303 im Departement Niederrhein, Frankreich) |
| L 548 | in Winden (Pfalz) – L 542 in Minderslachen |
| L 549 | – L 540 – – Neupotz – Leimersheim – L 553 – Rhein () – Landesgrenze – (L 559 in Baden-Württemberg) |
| L 550 | – L 539 in Germersheim |
| L 552 | L 539 in Germersheim – Sondernheim – Hördt – L 493 – L 553 in Kuhardt |
| L 553 | – Rülzheim – L 540 – L 493 – Kuhardt – L 552 – L 549 in Leimersheim |
| L 554 | in Impflingen – Rohrbach (Pfalz) – L 493 – Steinweiler – L 542 – Kandel – Neulauterburg – L 545 – L 540 – Bundesgrenze – (D 468 im Departement Niederrhein, Frankreich) |
| L 556 | L 540 in Hagenbach – Neuburg am Rhein – Rhein () – Landesgrenze – (L 566 in Baden-Württemberg) |
| L 600 | – L 482 in Pirmasens |

### L 601 ff
| Nr.   | Verlauf                                 |
| ----- | --------------------------------------- |
| L 700 | L 480 – Flugplatz Zweibrücken – L 478 – |